# Protocol Data Unit
Pour les articles homonymes, voir PDU.
La Protocol Data Unit ou Unité de données de protocole (PDU) est l'unité de mesure des informations échangées dans un réseau informatique.

## Exemple en OSI
Appliqué au système de couches du modèle OSI, le PDU :
1. de la couche physique est le bit ;
2. de la couche liaison est la trame ;
3. de la couche réseau est le paquet ;
4. de la couche transport est le segment pour TCP, et le datagramme pour UDP ;
5. des couches application, présentation et session sont les données.

Le (N)-PDU est l'unité de données pour une couche (numéro N). Il comprend un (N+1)-PDU, et une information de contrôle (N)-PCI (Protocol-control information), c’est-à-dire l'ensemble complet des données de la couche supérieure (N+1) auquel sont ajoutées des données complémentaires afin de pouvoir effectuer un contrôle d'erreur.

### Niveau N+1: couche Transport > Message (ou segment)
| Message (ou segment) |

### Niveau N: couche réseau > Paquet
| (N)-PCI | (N+1)-PDU : Message |

### Niveau N-1: couche liaison > Trame
| (N-1)-PCI | (N)-PDU = ((N)-PCI) + (N+1)-PDU |